# Jonathan Urretaviscaya
Jonathan Matías Urretaviscaya da Luz (Montevideo, 19 maart 1990) is een Uruguayaans profvoetballer die als middenvelder speelt.

## Clubcarrière
Urretaviscaya begon bij CA River Plate  uit zijn geboortestad. Hij werd in 2008 door het Portugese SL Benfica gecontracteerd. Daar zou hij niet doorbreken en na vier verhuurperiodes eindigde hij zijn contract daar in 2014 in het tweede team. Hij werd door Paços Ferreira gecontracteerd maar in 2015 wederom verhuurd. Hierna ging Urretaviscaya naar Mexico waar hij een succesvolle periode kende bij CF Pachuca. Met de club won hij onder meer de CONCACAF Champions League 2016/17 en op het wereldkampioenschap voetbal voor clubs 2017 kreeg hij een bronzen bal als op twee na beste speler van het toernooi. Begin 2018 ging hij naar CF Monterrey.

## Interlandcarrière
Hij nam deel aan het Zuid-Amerikaans kampioenschap voetbal onder 20 - 2009, het Wereldkampioenschap voetbal onder 20 - 2009 en de Olympische Zomerspelen 2012. Urretaviscaya debuteerde op 28 maart 2017 voor het Uruguayaans voetbalelftal in de WK-kwalificatiewedstrijd tegen Peru. Hij viel in de tweede helft in voor Carlos Sánchez en kreeg binnen elf minuten twee gele kaarten, waardoor hij van het veld gestuurd werd bij zijn debuut. Urretaviscaya maakte eveneens deel uit van de Uruguayaanse selectie die deelnam aan de WK-eindronde 2018 in Rusland. La Celeste behaalde drie zeges op rij in groep A, waarna de ploeg van bondscoach Oscar Tabárez in de achtste finales afrekende met regerend Europees kampioen Portugal (2–1) door twee treffers van aanvaller Edinson Cavani. Zonder diens inbreng (kuitblessure) verloor Uruguay vervolgens in de kwartfinale met 2–0 van de latere wereldkampioen Frankrijk. Urretaviscaya kwam als invaller in slechts een van de vijf WK-duels in actie voor zijn vaderland.